# موسی بی‌لی (آق‌سو)
موسی بی‌لی (به لاتین: Musabəyli) یک منطقه مسکونی در جمهوری آذربایجان است که در شهرستان آق‌سو واقع شده است. موسی بی‌لی ۶۱۲ نفر جمعیت دارد.